# Pacoh jezik
Pacoh jezik (paco, pokoh; ISO 639-3: pac), austroazijski jezik uže mon-khmerske skupine, kojim govori blizu 30 000 ljudi u Indokini. Oko 16 000 ljudi govori ga u Vijetnamu (2002) u provinciji Quang Tri i 13 200 u Laosu (1995 popis), provincija Saravan.  
Jedan je od pet katu-pacoh jezika. Piše se laoskim pismom. Dijalekt pahi (ba-hi).

## Vanjske poveznice
- Ethnologue (14th)
- Ethnologue (15th)